# Larnaca johni
Larnaca johni är en insektsart som först beskrevs av Griffini 1911.  Larnaca johni ingår i släktet Larnaca och familjen Gryllacrididae. Inga underarter finns listade i Catalogue of Life.